# Emperador Jing de Han
El Emperador Jing de Han (chino: 漢景帝; 188 a. C.–9 de enero de 141 a. C.), también llamado Emperador Xiaojing (孝景皇帝), nacido como Liu Qi (劉啟), fue el sexto emperador de la Dinastía Han de China. Su gobierno marca la segunda fase de la "Era del Orden Wen-Jing" (文景之治; Wén Jǐng Zhī Zhì), en donde China vivió un periodo de prosperidad y riqueza. Destacó por reducir el poder de los señores feudales, quienes en respuesta iniciaron la Rebelión de los Siete Estados. Jing detuvo la revuelta, lo cual permitió que se llevara a cabo la centralización estatal que sería consolidada durante el destacado reinado de su hijo Wu de Han.

## Biografía
Liu Qi era el hijo mayor del Emperador Wen, quien ascendió al trono cuando este tenía 8 años. Un año después, fue nombrado como príncipe heredero. Bajo la influencia de su madre, estudió la filosofía del Taoísmo, el cual jugó un papel importante durante el gobierno de su padre del propio Jing. El 12 de julio del 157 a. C., Liu Qi ascendió al trono en el Templo del Emperador Gaozu. Dos días después se proclamó como Emperador de China. Su primer acto como emperador fue el anuncio de una ceremonia de sacrificio en honor de su difunto padre.
Jing continuó las políticas de su padre, regulando la administración de tarifas, formando nuevas alianzas con los Xiongnu, reduciendo los impuestos y limitando los castigos de tortura. Según los registros históricos, hubo "millones de monedas en la tesorería estatal de Chang'an. El dinero es demasiado para poder calcularse. En el almacén el grano nuevo se presiona contra el grano viejo e incluso se apila en campo abierto". Bajo el emperador Jing, los impuestos se redujeron a la mitad, a una trigésima parte de la cosecha.
La única verdadera amenaza contra su poder apareció en el 154 a. C., cuando diferentes gobernadores regionales se rebelaron en contra de sus políticas de centralización y repartición de tierras. Un año antes, Jing había reducido los territorios de los reyes de Zhao y Jiaoxi. El rey del Estado de Wu, Liu Ping, temía que el emperador le despojara de sus tierras y privilegios, por lo que organizó a los reyes de 7 de los reinos estatales para derrocar al emperador. En enero del 154 a. C., los reinos de Wu, Chu, Zhao, Jiaoxi, Jinan, Zichuan y Jiaodong iniciaron su revuelta. Marcharon hacia el este, demandando la ejecución de Chao Cuo, la principal mano derecha del emperador. Jing aceptó sus demandas y le ejecutó con la esperanza de terminar con la rebelión, pero fue en vano. Marcharon hacia el sur (hacia la actual Henan y Anhui), donde fueron enfrentados por los generales Dou Ying y Zhou Ya Fe, quienes derrotaron a los insurgentes. Liu Ping escapó y no fue capturado hasta un par de meses después. En junio del mismo año, el emperador proclamó un edicto perdonando a los soldados que participaron en la rebelión.
Otro aspecto importante de su reinado fue su política hacia los Hunos, quienes entraron en la provincia de Dai (actual Hebei) en mayo del 156 a. C. Su principal táctica consistió en la llamada "pacificación mediante matrimonio". Una princesa fue entregada a Yurchen, rey de los hunos, pero esto solo mantuvo la paz por un periodo limitado de tiempo. En febrero del 148 a. C., invadieron Yan (alrededor del actual Pekín). Se llegó a una tregua, pero el emperador dejó de enviarles mujeres.
Liu Qi falleció el 9 de enero del 141 a. C., a la edad de 48 años. Dejó un edicto póstumo en el que anunciaba regalos en oro para todos los reyes y marqueses que contribuyeron con la recolección de grano. Liberó a todas las sirvientas del palacio y anunció que no deberían pagar impuestos por el resto de sus vidas. El emperador fue enterrado el 28 de febrero, recibiendo el nombre póstumo de "Emperador Jing" (景帝), traducido como "El Emperador que defiende la rectitud y actúa con firmeza".